# Café Chantant (album)
Café Chantant è il sesto album di Cristiano Malgioglio, pubblicato dalla Divina Record nel 1986.
Il disco contiene quattro cover: Who's Got the Paper del gruppo Osibisa; Johnny Guitar, brano tratto dal film omonimo scritto da Victor Young e Peggy Lee e interpretato dalla stessa Peggy Lee; In den kasernen, portato al successo da Marlene Dietrich nel 1964; Ho chiuso il cuore a chiave, adattamento in italiano dei successo dei Modern Talking Let's talk about love.
Contiene inoltre un duetto con la cantante brasiliana Mersia nel brano Nostalghia e la cover del brano Sogno che proprio Malgioglio aveva scritto per Mina nel 1984. Del disco si ricordano soprattutto la sofisticata Café Chantant e Cielo diverso, quest'ultima presentata nella trasmissione televisiva Piccoli fans, condotta da Sandra Milo.

## Tracce
1. Who's Got the Paper (Osibisa)
2. Johnny Guitar (Victor Young, Peggy Lee)
3. Café Chantant (C. Malgioglio, Lulac)
4. Nostalghia (duetto con Mersia) (C. Malgioglio, Wando)
5. Sogno (C. Malgioglio, Peninha)
6. Tradimento (C. Malgioglio, Lulac)
7. In den kasernen (H. Koch, P. Gérard)
8. Cielo diverso (C. Malgioglio, Vitanza, De Scalzi)
9. Pirati di fortuna (C. Malgioglio, Maurizio Piccoli)
10. Far l'amore con te (C. Malgioglio, Roberto Carlos Braga, Erasmo Carlos)
11. Mambo (C. Malgioglio, Paoluzzi, A. Andrea)
12. Dolce vipera (C. Malgioglio, Ceceu)
13. Ho chiuso il cuore a chiave (C. Malgioglio, Faffner, D. Bohlen)

## Formazione
- Cristiano Malgioglio – voce, cori
- Marco Guarnerio – chitarra elettrica
- Barimar – fisarmonica
- Lele Melotti – batteria
- Stefano Previsti – tastiera, programmazione
- Antonio Falcao Rodriguez – percussioni
- Franco Onofrio – chitarra classica
- Nicola Calgari – sax
- Anna Andrea, Corrado Castellari, Paola Folli, Francesca Menegale – cori
- registrazione e mix: studio BIPS - Milano - Nicola Calgari